# Janina Korowicka
Janina Urszula Korowicka, heute Friesinger (* 14. April 1954 in Syców), ist eine ehemalige polnische Eisschnellläuferin und später langjährige Eisschnelllauf-Trainerin in Deutschland.

## Leben und Karriere
Sie begann mit dem Eisschnelllaufen im sechsten Schuljahr im Verein Echa Twardogóra. Weitere Vereine waren MKS Cuprum Lubin und Olimpia Elbląg. Unter dem Trainer Adam Kaźmierczyk wurde sie zur Hauptkonkurrentin von Erwina (Lilka) Ryś-Ferens. 1973 startete Janina Korowicka bei den Mehrkampf-Weltmeisterschaften in Assen. Dort lernte sie den deutschen Starter Georg Friesinger, ihren späteren Ehemann, kennen. Zunächst setzte Korowicka ihre Karriere fort und startete auch über drei Strecken bei den Olympischen Winterspielen 1976 in Innsbruck. Ihre beste Platzierung war ein 16. Platz auf der 3000-Meter-Strecke. 1975 und 1976 war sie dreifache polnische Vizemeisterin über 1500 m, 3000 m sowie 1000 m, und über die 1500-Meter-Strecke wurde sie 1976 polnische Meisterin. Zweimal, 1975 und 1976, nahm sie an Weltmeisterschaften teil und erreichte als beste Platzierung einen 13. Rang im Mehrkampf.
Ihre Karriere beendete Korowicka, als sie kurz nach den Winterspielen von 1976 schwanger wurde. Am 11. Januar 1977 kam ihr erstes Kind, Anni Friesinger, zur Welt. 1980 folgte Jan Friesinger und 1984 Agnes Friesinger. Alle drei Kinder des damals in Bad Reichenhall lebenden Paares sind professionelle Eisschnellläufer geworden. Janina Friesinger war von den 1980er Jahren bis 2004 Trainerin beim DEC Frillensee in Inzell. Ihr Mann Georg starb 1996 an einem ischämischen Schlaganfall.